# Генрих I (граф Горицы)

Графство Горица на карте Юго-Восточной Германии XII века

Генрих I (нем. Heinrich I. von Görz; ум. 1148/49) — граф Горицы с ок. 1142 года, фогт Аквилеи. Представитель рода Мейнхардинов. Иногда считается Генрихом II, тогда Генрих I — его дед — граф, фогт Аквилеи, умерший в 1102 году.

## Биография
Сын Мейнхарда I фон Гёрца и его первой жены Хильтигарды, происхождение которой не выяснено.
Наследовал отцу около 1142 года в качестве графа Горицы и фогта Аквилеи. В документе от 1145 года упоминается вместе со своим единокровным братом Энгельбертом — сыном Мейнхарда I фон Гёрца и его второй жены Елизаветы фон Шварценбург. Некоторые историки считают, что это был Энгельберт I — их дядя. Однако большинство сходится во мнении, что тот умер ещё в 1122 году.
Незадолго до смерти (по другим данным — в 1139 году) Генрих I фон Гёрц был назначен подеста Триеста.
О жене и детях ничего не известно.
Умер не позднее мая 1149 года.